# Íslandspóstur
Íslandspóstur ohf. (także Pósturinn) – operator pocztowy oferujący usługi pocztowe w Islandii, którego siedziba znajduje się w Reykjavíku. Początki przedsiębiorstwa sięgają 1776 roku, a w obecnym kształcie, jako Íslandspóstur, funkcjonuje od 1998 roku.

## Historia
Przedsiębiorstwo zostało założone w 1776 roku przez Chrystiana VII (króla Danii i Norwegii i podległej królestwu Islandii). Pierwsze islandzkie znaczki wydano w 1873 roku. Wówczas tamtejszy system pocztowy przeszedł pod administrację lokalną i powstały też pierwsze urzędy pocztowe. W 1935 roku usługi pocztowe i telefoniczne połączono tworząc Póstur og sími.
Íslandspóstur w obecnym kształcie (Hlutafélagið Íslandspóstur ohf) powstało w 1998 roku w wyniku podziału firmy Póstur og sími. Przedsiębiorstwo jest jednym z największych pracodawców w Islandii i zatrudnia ok. 900 pracowników.